# Copaiba conjugata
Copaiba conjugata là một loài thực vật có hoa trong họ Đậu. Loài này được (BOLLE) Kuntze mô tả khoa học đầu tiên năm 1891.